# Holger Vilhelm Nyholm
Holger Vilhelm Nyholm, född den 28 februari 1862 i Nibe, död den 27 januari 1929, var en dansk geodet.

## Biografi
Nyholm avlade 1882 landinspektörexamen. Han inträdde i armén där han blev sekondlöjtnant 1885 och premiärlöjtnant samma år. Nyholm tog avsked från det militära 1893. Han blev assistent samma år, lektor 1895 och professor 1903 i lantmäteri och nivellering vid Landbohøjskolen. Nyholm lämnade professorstjänsten 1925 på grund av sjukdom.
Vid hans tillträde fanns starka önskemål om en utveckling och modernisering av ämnesområdet, för att bland annat möjliggöra att de utbildade lantmätarna skulle förutom traditionellt lantmäteri kunna göra uppmätningar över större områden. Nyholm tog sig an denna uppgiften bland annat genom att författa ett antal läroböcker: Fejlteori (1906), Opmaalingslære (1907–1909), Instrumentlære (1910), Matematisk Geografi (1919) samt en rad mindre verk.
Om hans verksamhet skriver Niels Thorkil-Jensen i Salmonsens Konversationsleksikon: "Med sine fremragende Egenskaber som Lærer har han udført et stort og paaskønnet Arbejde ved Undervisningen i et af Højskolens vigtigste Hovedfag." Nyholm lade i sin undervisning ständigt vikt vid att meddela en grundlig teoretisk kunskap och att samtidigt göra denna fruktbar i de uppgifter, som det ekonomiska lantmäteriets praxis innehåller. Nyholm var redaktör för Tidsskrift for Opmaalings- og Matrikulsvæsen från 1901. Inom det kyrkliga området var han verksam en följd av år, då han 1912–1927 var ordförande för Østerlandsmissionen och från 1914 för Diakonissestiftelsens styrelse.

## Utmärkelser
- Riddare av Dannebrogordenen 1912[1]
- Dannebrogsmännens hederstecken 1922[1]